# Berlín Oriental
Berlín Oriental o Berlín Est (en alemany, Ostberlin) és el nom de la part de l'antiga capital del Reich que va quedar sota administració de la Unió Soviètica que es va formar després de la Segona Guerra Mundial, en contraposició a Berlín Occidental, format pels tres sectors restants.
Des del 13 d'agost del 1961 fins al 9 de novembre del 1989 el Berlín Est va estar separat de la part occidental pel famós mur del mateix nom. Finalment, el 1990 arran de la reunificació alemanya es van reunificar els dos Berlins i va esdevenir la capital de la nova Alemanya reunificada.

## Història
El 1948 ambdues parts es van separar formalment quan l'URSS no va acceptar els resultats de les eleccions municipals, en què Ernst Reuter (SPD) va sortir escollit burgmestre, i va designar un burgmestre propi. Després de la fundació de la República Democràtica d'Alemanya (RDA) i segons l'article 2 de la seva constitució, Berlín (de facto només la part oriental) va esdevenir la capital de l'RDA.
Des de l'any 1961 fins al 1989, Berlin Est va estar separada de la part occidental de la ciutat (que pertanyia a la República Federal Alemanya) per un mur. Després de la reunificació alemanya el 1990, també es van reunificar les dues parts de la ciutat i formen avui el land de Berlín.

## Política i Govern

### Divisió administrativa
Inicialment, el Berlín Est estava format per 8 districtes urbans (Stadtbezirk):En el momoment de la reunificació, Berlín de l'Est estava format pels següents districtes:
- Friedrichshain
- Köpenick
- Lichtenberg
- Mitte
- Pankow
- Prenzlauer Berg
- Treptow
- Weißensee

Als anys setanta i vuitanta, a causa del'expnasió urbana i demogràfica de la ciutat, es van crear tres districtes més:
- Marzahn, el 1975, separat de Lichtenberg
- Hohenschönhausen, separat de Weißensee el 1985
- Hellersdorf, separat de Marzahn el 1986

### Alcaldes del Berlín Est (Oberbürgermeister)
| Alcalde               | Partit | Mandat                                       |
| --------------------- | ------ | -------------------------------------------- |
| Friedrich Ebert       | SED    | 30 de novembre de 1948 – 5 de juliol de 1967 |
| Herbert Fechner       | SED    | 5 de juliol de 1967 – 11 de febrer de 1974   |
| Erhard Krack          | SED    | 11 de febrer de 1974 - 15 de febrer de 1990  |
| Ingrid Pankraz        | SED    | 15 - 23 de febrer de 1990 Interí             |
| Christian Hartenhauer | SED    | 23 de febrer – 30 de maig de 1990            |
| Tino Schwierzina      | SPD    | 30 de maig de 1990 – 11 de gener de 1991     |
| Thomas Krüger LM      | SPD    | 11 - 24 de gener de 1991 Interí              |

### Parlament
Des del mateix moment de la constitució del Berlín Oriental aquest sempre va te ir el seu propi Parlament, el Berliner Stadtverordnetenversammlung. Les eleccions a aquesta cambra municipals les controlava el Front Nacional de la República Democràtica Alemanya. Les úniques eleccions lliures foren les que es convocaren abans de la Reunificació alemanya. Gràcies a ella Tino Scwierzina, del Partit Socialdemòcrata (SPD) es convertí en l'alcalde de la ciutat.

### Comandants militars
Des del mateix moment de la conquesta soviètica de l'antiga capital del Reich, aquesta ja restà sota la jurisdicció d'un comandament militar del Grup de Forces Soviètiques a Alemanya GFSA). Tot i que després es constituís la RDA, continuà l'ocupació militar soviètica. Això sí, a partir del 1962 el comandament passà a mans d'un alemany, com a mosta de la creixent autonomia alemanya respecte els soviètics.
| Nom                 | Exèrcit | Durada                                         |
| ------------------- | ------- | ---------------------------------------------- |
| Nikolai Berzarin    | GFSA    | 2 de maig – 16 de juny de 1945                 |
| Aleksandr Gorbatov  | GFSA    | 17 de juny – 19 de novembre de 1945            |
| Dimitri Smirnov     | GFSA    | 19 de novembre de 1945 – 1 d'abril de 1946     |
| Aleksandr Kotikov   | GFSA    | 1 d'abril de 1946 – 7 de juny de 1950          |
| Sergeu Dienghin     | GFSA    | 7 de juny de 1950 – Abril de 1953              |
| Pavel Dibrov        | GFSA    | Abril de 1953 – 23 de juny de 1956             |
| Andrei Chamov       | GFSA    | 28 de juny de 1956 – 26 de febrer de 1958      |
| Nikolai Zakharov    | GFSA    | 26 de febrer de 1958 – 9 de maig de 1961       |
| Andrei Soloviev     | GFSA    | 9 de maig de 1961 – 22 d'agost de 1962         |
| Helmut Poppe        | NVA     | 22 d'agost de 1962 – 31 de maig de 1971        |
| Artur Kunath        | NV      | 1 de juny de 1971 – 31 d'agost de 1978         |
| Karl-Heinz Drew     | NVA     | 1 de setembre de 1978 – 31 de desembre de 1988 |
| Wolfgang Dombrowski | NVA     | 1 de gener de 1989 – 30 de setembre de 1990    |
| Detlef Wendorf      | NVA     | 1 – 2 d'octubre de 1990                        |